# Holobrachia vietnamica
Holobrachia vietnamica är en armfotingsart som beskrevs av Zezina 200. Holobrachia vietnamica ingår i släktet Holobrachia, ordningen Terebratulida, klassen Rhynchonellata, fylumet armfotingar och riket djur. Inga underarter finns listade i Catalogue of Life.